# WTA Elite Trophy 2023
Il WTA Elite Trophy 2023 è stato un torneo di tennis femminile facente parte del WTA Tour 2023. È stata la 6ª edizione del torneo che si è giocata all'Hengqin International Tennis Center di Zhuhai, in Cina, sui campi in cemento al coperto, dal 24 al 29 ottobre 2023.

## Format del torneo
Il torneo singolare è composto da dodici giocatrici, di cui una wild card, divise in quattro gruppi con la formula del round robin. Vi partecipano le giocatrici che si sono classificate dalla nona alla diciannovesima posizione del ranking. Le vincitrici di ogni gruppo avanzano alle semifinale, le cui vincitrici avanzano alla finale. Per il torneo di doppio le sei coppie vengono divise in due gruppi e le vincitrici di ogni gruppo si affrontano nella finale.

## Punti e montepremi
Il montepremi del WTA Elite Trophy 2023 ammonta a 2 419 844$.
| Fase                                | Singolare                                           | Singolare | Doppio2       | Doppio2 |
| Fase                                | Montepremi                                          | Punti     | Montepremi    |         |
| ----------------------------------- | --------------------------------------------------- | --------- | ------------- | ------- |
| Campionessa/e                       | RR1 + 515 000$                                      | RR + 460  | RR1 + 22 000$ |         |
| Finale                              | RR + 155 000$                                       | RR + 200  | RR1 + 11 346$ |         |
| Semifinale                          | RR + 15 000$                                        | RR        | N.D.          |         |
| Round Robin per vittoria            | 50 000$ + prima vittoria 40 000$ + seconda vittoria | 120       | + 5 500$      |         |
| Round Robin per sconfitta           | N.D.                                                | 40        | N.D.          |         |
| Prima qualificata del Round Robin   | 69 500$                                             | N.D.      | N.D.          |         |
| Seconda qualificata del Round Robin | 32 000$                                             | N.D.      | N.D.          |         |
| Partecipazione                      | 46 500$                                             | N.D.      | 17 080$       |         |
| Alternate                           | 10 000$                                             | N.D.      | N.D.          |         |

*1 Vittorie e punti guadagnati nel round robin.

*2 Nel doppio non si conquistano punti per il ranking.

## Qualificate

### Singolare
| Seeding | Ranking | Giocatrice           | Punti | Tornei |
| ------- | ------- | -------------------- | ----- | ------ |
| 1       | 10      | Barbora Krejčíková   | 2.775 | 20     |
| 2       | 11      | Madison Keys         | 2.737 | 17     |
| 3       | 13      | Jeļena Ostapenko     | 2.615 | 22     |
| 4       | 15      | Ljudmila Samsonova   | 2.545 | 23     |
| 5       | 16      | Veronika Kudermetova | 2.460 | 24     |
| 6       | 17      | Dar'ja Kasatkina     | 2.410 | 24     |
| 7       | 18      | Zheng Qinwen         | 2.275 | 22     |
| 8       | 19      | Beatriz Haddad Maia  | 2.210 | 22     |
| 9       | 20      | Caroline Garcia      | 2.035 | 26     |
| 10      | 23      | Donna Vekić          | 1.815 | 20     |
| 11      | 24      | Magda Linette        | 1.811 | 23     |
| 12      | 33      | Zhu Lin [WC]         | 1.272 | 23     |

#### Alternate
| Numero | Ranking | Giocatrice          | Punti | Tornei |
| ------ | ------- | ------------------- | ----- | ------ |
| 1      | 26      | Sorana Cîrstea      | 1.630 | 22     |
| 2      | 27      | Anastasija Potapova | 1.588 | 21     |

#### Ritirate
| Ranking | Giocatrice             | Punti | Tornei |
| ------- | ---------------------- | ----- | ------ |
| 9       | Maria Sakkarī          | 3.245 | 23     |
| 12      | Petra Kvitová          | 2.660 | 16     |
| 14      | Belinda Bencic         | 2.570 | 16     |
| 21      | Ekaterina Aleksandrova | 2.035 | 24     |
| 22      | Viktoryja Azaranka     | 1.905 | 21     |
| 25      | Elina Svitolina        | 1.743 | 10     |

### Doppio
| Seeding | Giocatrici                                 | Ranking |
| ------- | ------------------------------------------ | ------- |
| 1       | Veronika Kudermetova / Beatriz Haddad Maia | 35      |
| 2       | Miyu Katō / Aldila Sutjiadi                | 60      |
| 3       | Ulrikke Eikeri / Nadiia Kičenok            | 93      |
| 4       | Oksana Kalašnikova / Jana Sizikova         | 104     |
| 5       | Xu Yifan / Wang Xiyu                       | [WC]    |
| 6       | Jiang Xinyu / Tang Qianhui                 | [WC]    |

* Ranking al 16 ottobre 2023.

## Campionesse

### Singolare
Beatriz Haddad Maia ha sconfitto in finale  Zheng Qinwen con il punteggio di 7-6(11), 7-6(4).
- É il terzo titolo in carriera per Haddad Maia, il primo della stagione.

### Doppio
Beatriz Haddad Maia /  Veronika Kudermetova hanno sconfitto in finale  Miyu Katō /  Aldila Sutjiadi con il punteggio di 6-3, 6-3.